# Rola Dashti
Rola Abdullah Ali Hajia Dashti (Rola A. A. H. Dashti; arabisch رولا عبد الله علي حاجية دشتي, DMG Rūlā ʿAbd Allāh ʿAlī Ḥāǧiyya Daštī; geboren 1964) ist eine kuwaitische Wirtschaftswissenschaftlerin und Exekutivsekretärin bei der Wirtschafts- und Sozialkommission der Vereinten Nationen für Westasien. Im Mai 2009 gehörte sie zu den ersten Frauen im kuwaitischen Parlament.

## Werdegang
Rola Dashti studierte Agrarökonomie, Wirtschafts- und Finanzwissenschaften an den California State Universities, Chico und Sacramento. Sie wurde an der Johns Hopkins University in Baltimore im Bereich Bevölkerungsdynamik promoviert. Sie arbeitete in Forschungs- und Entwicklungsinstitutionen wie dem Kuwait Institute for Scientific Research, für die Nationalbank von Kuwait und die Weltbank.
Dashti engagierte sich langjährig für Frauenrechte und die Gleichstellung in ihrem Heimatland. Im Mai 2009 wurde sie mit drei anderen Frauen in das kuwaitische Parlament gewählt. Von 2012 bis 2014 war Dashti Ministerin für Planung und Entwicklung und Staatsministerin für parlamentarische Angelegenheiten. Im Jahr 2018 war sie Mitglied des Obersten Planungsrats in Kuwait.
António Guterres, Generalsekretär der Vereinten Nationen, gab am 21. Januar 2019 Dashtis Ernennung zur Exekutivsekretärin (Vorsitzende) der Wirtschafts- und Sozialkommission für Westasien (ESCWA) bekannt. Sie folgte dem Iraker Mohamed Ali Alhakim.

## Auszeichnung
Rola Dashti wurde 2009 gemeinsam mit Michail Gorbatschow mit dem Nord-Süd-Preis des Europarats geehrt.